# Aeroporto de Melbourne
O Aeroporto de Melbourne (IATA: MEL, ICAO: YMML), também conhecido como Aeroporto  Tullamarine, é um aeroporto público internacional na cidade de Melbourne, Victoria, na Austrália. É o segundo aeroporto mais movimentado da Austrália, em 2005 passaram pelo aeroporto aproximadamente 20 milhões de passageiros.
O aeroporto localiza-se a 23 km do centro da cidade, e possui o seu próprio código postal (3045).
A rota aérea Melbourne-Sydney é a quarta rota aérea de passageiros mais viajada do mundo. O aeroporto oferece voos diretos para 33 destinos domésticos da Austrália, além de destinos no Pacífico, Londres, Ásia e América do Norte. O aeroporto de Melbourne é um ponto de chegada e partida para os aeroportos de quatro das sete capitais da Austrália. O aeroporto de Melbourne serve como um importante pólo para as companhias aéreas: Qantas e Virgin Australia, enquanto a Jetstar Airways e Tiger Airways Australia utilizam o aeroporto como base. Um serviço regular de ônibus oferece transporte público para a cidade. O aeroporto é o mais movimentado para o transporte internacional de mercadorias de exportação desde agosto de 2011, e o segundo mais movimentado para o frete de importação.
Em 2003, o aeroporto de Melbourne recebeu o prêmio da Associação Internacional de Transportes Aéreos pelo serviço, e dois prêmios do turismo nacional pelos seus serviços de turismo. O aeroporto compreende quatro terminais: um terminal internacional, dois terminais domésticos e um terminal doméstico para orçamento. Mais recentemente o aeroporto foi premiado pela Skytrax por ter o melhor hotel de aeroporto da Austrália e do pacífico. O aeroporto de Melbourne também foi classificado como o 43º melhor aeroporto do mundo em 2012. O aeroporto de Melbourne chegou a ter a movimentação de 30 milhões de passageiros pela primeira vez em julho de 2013. O número aumentou para 33,1 milhões de passageiros até julho de 2015.

## Terminais, linhas aéreas e destinos

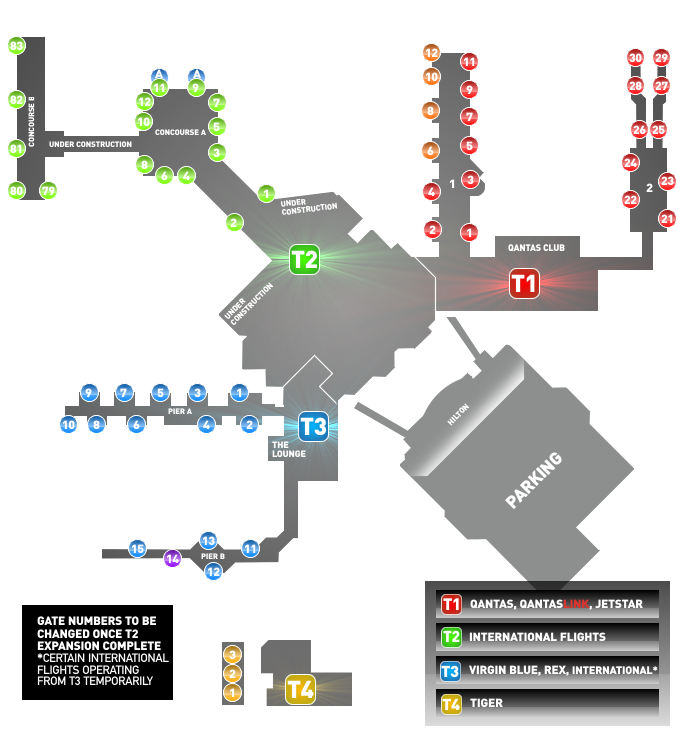
Mapa dos terminais do aeroporto.

O aeroporto possui quatro terminais.

### Terminal Internacional (T2)
- Air China (Beijing, Shanghai-Pudong)
- Air Mauritius (Port Louis)
- Air New Zealand (Auckland, Christchurch, Rarotonga [sasonal], São Francisco, Wellington)
- Freedom Air (Dunedin) [sasonal]
- Air Pacific (Nadi)
- Cathay Pacific (Hong Kong)
- China Eastern Airlines (Shanghai-Pudong)
- China Southern Airlines (Guangzhou)
- Emirates Airlines (Auckland, Dubai, Cingapura)
- Garuda Indonesia (Denpasar/Bali)
- Korean Air (Seul-Incheon)
- Malaysia Airlines (Kuala Lumpur)
- Norfolk Air (Ilha Norfolk)
- Philippine Airlines (Manila)
- Qantas (Internacional) (Adelaide, Auckland, Cairns, Hong Kong, Londres-Heathrow, Los Angeles, Queenstown [sasonal], São Francisco, Sapporo-Chitose [sasonal], Shanghai-Pudong [iniciará em março de 2008], Cingapura, Sydney, Tóquio-Narita, Vancouver [sasonal], Wellington)
  -  Jetstar Airways (Bangkok-Suvarnabhumi, Christchurch, Denpasar/Bali, Sydney)
- Singapore Airlines (Cingapura)
- Thai Airways International (Bangkok-Suvarnabhumi)
- United Airlines (Los Angeles)
- Vietnam Airlines (Hanoi, Ho Chi Minh)
- Virgin Blue
  -  Pacific Blue (Christchurch)

### Terminal Doméstico da Qantas (T1)
- Qantas (Adelaide, Alice Springs, Ayers Rock, Brisbane, Broome, Cairns, Canberra, Hobart, Perth, Sydney)
  - QantasLink (Canberra, Devonport, Launceston, Mt Hotham (sasonal), Newcastle, Mildura, Wollongong)
  - Jetstar Airways (Ballina/Byron, Cairns, Darwin, Gold Coast, Ilha Hamilton, Hobart, Launceston, Sunshine Coast, Newcastle, Townsville)

### Terminal Doméstico Sul (T3)

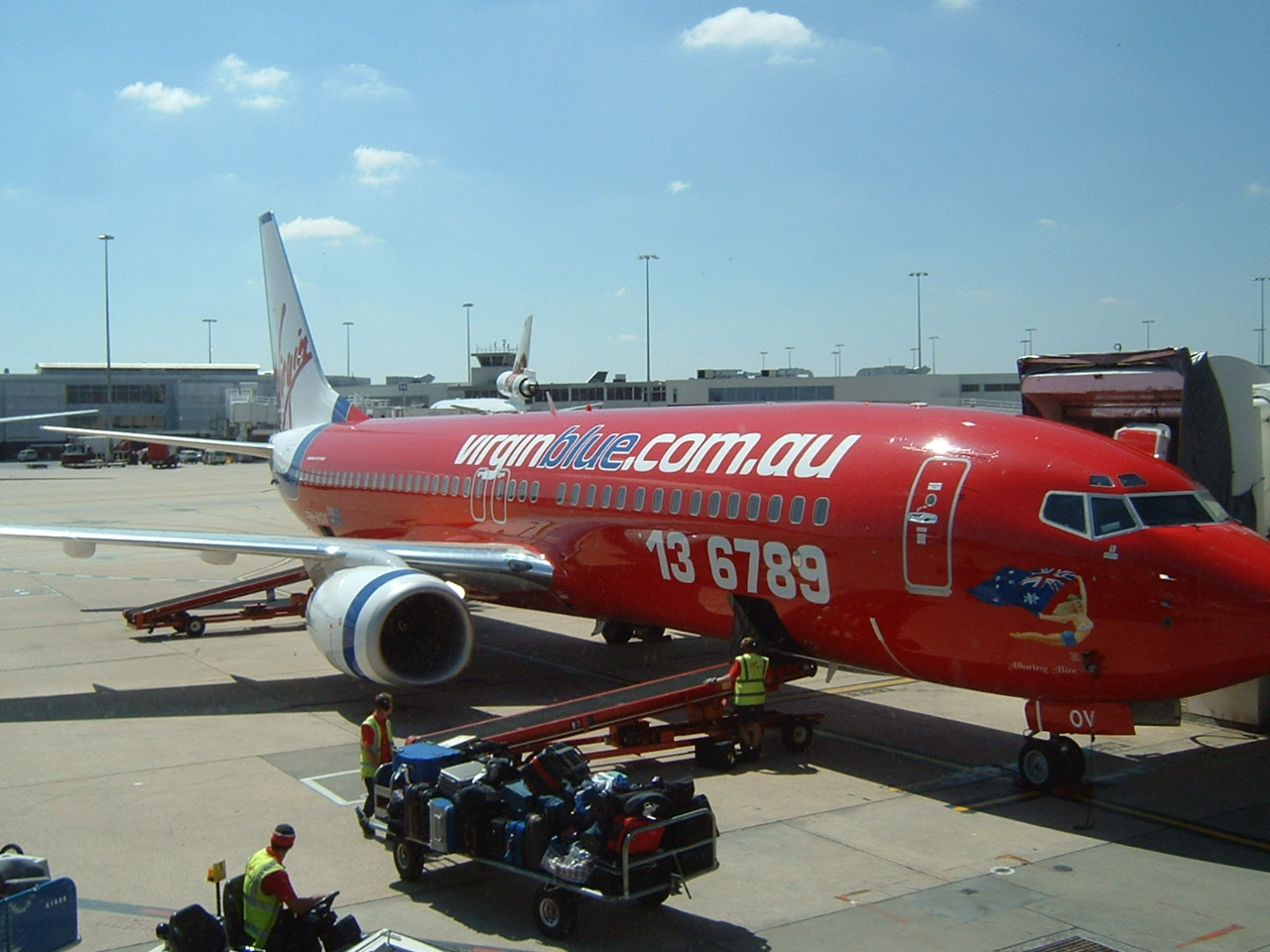
Um Boeing 737 da Virgin Blue no terminal 3

- Regional Express (Albury, Burnie, King Island, Griffith, Merimbula, Mildura, Mt. Gambier, Wagga Wagga)
- Skywest Airlines (Kalgoorlie [iniciará em 21 de novembro de 2007])
- Virgin Blue (Adelaide, Brisbane, Cairns, Canberra, Coffs Coast, Darwin, Gold Coast, Hobart, Newcastle, Launceston, Perth, Sunshine Coast, Sydney, Whitsunday Coast)

### Terminal Quatro (T4)
- Tiger Airways Australia (Gold Coast, Mackay, Rockhampton [iniciará em 23 de novembro de 2007]; Launceston [iniciará em 29 de novembro de 2007]; Alice Springs, Darwin, Perth, Sunshine Coast [iniciará em 1 de dezembro de 2007])

### Linhas aéreas cargueiras
- Atlas Air (Chicago-O'Hare, Frankfurt-Hahn, New York-JFK, Shanghai-Pudong, Sydney)
- Australian Air Express (Adelaide, Brisbane, Cairns, Perth, Sydney)
- Cargolux
- Cathay Pacific Cargo (Hong Kong, Sydney)
- MASkargo (Kuala Lumpur)
- Singapore Airlines Cargo (Cingapura)
- Toll Priority (Sydney, Brisbane, Perth, Launceston, Adelaide, Alice Springs, Darwin)